# Kleines Lauteraarhorn
Ne doit pas être confondu avec Lauteraarhorn.
Le Kleines Lauteraarhorn, ou Klein Lauteraarhorn, est un sommet des Alpes bernoises, en Suisse, situé dans le canton de Berne, qui culmine à 3 738 m d'altitude.
Il fait partie du groupe Schreckhorn-Lauteraarhorn. Situé entre le Lauteraarhorn au nord-ouest et le Hugihorn au sud-est, il domine le Strahlegg-Gletscher au sud-ouest et le glacier du Lauteraar au nord-est.